# Águilas Doradas (futsal)
Águilas Doradas – kolumbijski klub futsalowy z siedzibą w mieście Rionegro, obecnie występuje w najwyższej klasie rozgrywkowej Kolumbii. Jest sekcją futsalu klubu sportowego Rionegro Águilas.

## Sukcesy
- finalista Copa Libertadores de Futsal (1): 2013
- Mistrzostwo Kolumbii (2): 2012-I, 2013-I